# Blue Swede
Blue Swede, conocido anteriormente como Blåblus (vaqueros o blusa azul en sueco) fue una banda sueca de rock y reggae formada a mediados de los años 70 en Estocolmo. Sus singles más exitosos han sido covers de otros cantantes siendo Hooked on a Feeling (tema original de 1968 interpretado por B. J. Thomas).

## Trayectoria
La banda se formó en 1973 por el cantante Björn Skifs, el cual estuvo buscando miembros interesados en acompañarle durante sus conciertos. El grupo se dio a conocer como "Blåblus" haciendo un juego de palabras con la palabra "blues" (Azul). Posteriormente pasarían a llamarse "Blue Swede".
En 1974 fueron conocidos a nivel mundial tras interpretar una versión de Hooked on a Feeling del cantante inglés: B. J. Thomas. La canción fue conocida coloquialmente como Ooga-Ooga Shaka Ooga por los coros de fondo. El sencillo sonó por primera vez en Suecia en mayo de 1973 y en Estados Unidos un año después donde fue número 1 en las listas del Billboard Hot 100 durante una semana de las dieciocho semanas que estuvo listado. Tal pieza tuvo gran acogida en el mercado australiano, canadiense y holandés (en este último país alcanzó el puesto veintiséis). Tras el éxito publicaron un álbum bajo el mismo nombre que el sencillo.
Otros hits fueron Never My Love de The Association y Hush de Deep Purple. En 1974 publicaron su segundo álbum titulado: Out of the Blue el cual incluía Silly Milly y Half Breed de Cher.
En 2014, el sencillo Hooked on a Feeling volvió a recobrar popularidad tras formar parte de la banda sonora de la película Guardianes de la Galaxia.

## Discografía

### Álbumes de estudio
- Hooked on a Feeling (1974)
- Out of the Blue (1975)

### Singles
- "Hooked on a Feeling" (1974) U.S. #1
- "Silly Milly" (1974) U.S. #71
- "Never My Love" (1974) U.S. #7
- "Hush/I'm Alive" (1975) U.S. #61